# 사격 관제 레이더
사격 관제 레이더(Fire-control radar, FCR), 사격 통제 레이더, 화기 관제 레이더는 무기가 목표물에 명중할 수 있도록 사격 통제 시스템에 정보(주로 표적 방위각, 고도, 범위 및 거리 비율)를 제공하도록 특별히 설계된 레이더이다.
일반적인 사격 관제 레이더는 정확한 추적 정보를 보장하고 표적의 추적을 잃을 가능성을 최소화하기 위해 좁고 강렬한 전파 빔을 방출한다. 이로 인해 표적의 초기 탐지에 적합하지 않으며 FCR은 종종 중거리 수색 레이더와 협력하여 이 역할을 수행한다. 영국 용어로 이러한 중거리 시스템은 전술 통제 레이더로 알려져 있다.
대부분의 최신 레이더에는 추적 중 스캔 기능이 있어 사격 통제 레이더와 탐색 레이더로 동시에 기능할 수 있다. 이는 레이더가 검색 영역을 탐색하고 추적할 대상에 직접 펄스를 보내는 사이를 전환하거나 위상 배열 안테나를 사용하여 검색 및 추적이 모두 가능한 여러 개의 동시 레이더 빔을 생성하는 방식으로 작동한다.